# Rolf Boyke
Rolf Boyke (* 1952) ist ein deutscher Comiczeichner.

## Leben
1978 veröffentlichte Boyke die ersten Comics im Hinz & Kunz. Anfang der 1980er war er einer der Herausgeber und Zeichner von Zomix. Um 1988 wurde er mit dem Comic Starkiller – Die Geißel der Galaxis bekannt. Er zeichnete auch für Rad ab!, Comix + Cartoon Reihe und Ramba Zamba.
Seit den 1990er Jahren ist er als Layouter für verschiedene PC-Magazine tätig, unter anderem für Power Play.
Rolf Boyke lebt in München.

## Publikationen
- Hinz & Kunz. 6 bis 11, Volksverlag, 1978–1981.[5]
- Mill`s Gazette. 5 bis 7, Buzemi, 1979–1980.
- Friede, Freude, Eierkuchen Comics. Semmel-Verlach, 1982.
- Stripspiegel 1, Stripspiegel. 1982–1992.
- Die gesammelten Abenteuer von Hanni und Kutte. Semmel-Verlach, 1984.
- Besemmelt!, Semmel Verlag. 1984.
- Schnell im Biss, Rixdorfer. 1984.
- Herzliche Grüße. Goldmann Cartoon, 1985, ISBN 978-3442069859.
- Mixed Pickles 1. Semmel-Verlach, 1988–1989.
- Einer wie ich. Semmel-Verlach, 1991.
- Hurra wir sind genormt. Ästhetik & Kommunikation, 1982.
- Das riesige Computerbuch für Kinder. Stefanies Abenteuer mit ihrem Computer. von Thomas Rütten und Rolf Boyke, 1998, ISBN 978-3893600090.